# Reign of Fire
Reign of Fire (conocida como El reinado del fuego en Hispanoamérica y El imperio del fuego en España) es una película posapocalíptica de ciencia ficción fantástica de 2002 dirigida por Rob Bowman protagonizada por Christian Bale, Matthew McConaughey, Izabella Scorupco y Gerard Butler. 
La película recaudó alrededor de 82 millones de dólares, sobre un presupuesto de 60 millones de dólares.

## Argumento
A principios del siglo XXI, durante la construcción del metro de Londres, los trabajadores penetran en una cueva y un enorme dragón despierta de su hibernación, incinerándolos con su aliento. El único superviviente es un niño, Quinn Abercromby (Ben Thornton), cuya madre, Karen (Alice Krige), ingeniero del proyecto, muere calcinada protegiéndolo con su cuerpo. El dragón sale volando del Subterráneo y pronto aparecen más dragones. Se revela a través de recortes de periódicos y la narración que los dragones son la especie responsable de la extinción de los dinosaurios. Se especula que hibernan después de destruir a la mayoría de las criaturas vivientes hasta que el planeta se repuebla. La respuesta militar de la humanidad, incluyendo el uso de armas nucleares en 2010, solo aceleró la destrucción y para 2020 los humanos están casi extintos.
Quinn (Christian Bale) actualmente es el líder de una comunidad de supervivientes en el Castillo de Bamburgh, Northumberland que muere de hambre mientras esperan que madure la cosecha; Quinn sabe que ahora que los dragones han diezmado la superficie hay cada vez menos alimento por lo que se ha impuesto lograr que su comunidad sobreviva ya que lo ve como una guerra de desgaste donde vivirá la especie que resista el hambre por más tiempo. Aunque la mayoría confía en Quinn, algunos son inquietos y desafiantes. Eddie (David Kennedy) y su grupo desobedecen y roban un camión para recoger tomates, aunque es demasiado pronto para la cosecha. Son atacados por un dragón. Un hombre muere y el resto está rodeado de fuego. Quinn, su mejor amigo Creedy (Gerard Butler) y Jared (Scott Moutter), su hijo adoptivo, los rescatan con viejos camiones de bomberos, pero el dragón mata al hijo de Eddie antes de escapar.
Los Irregulares de Kentucky, un grupo estadounidense liderado por Denton Van Zan (Matthew McConaughey), llega en un convoy blindado con un tanque Chieftain y un helicóptero utilitario AgustaWestland AW109, este último pilotado por Alex Jensen (Izabella Scorupco). Van Zan tiene un sistema para cazar dragones y ha descubierto su debilidad: mala visión durante el crepúsculo. Van Zan, Alex y su equipo cazan al dragón que destruyó las cosechas; aunque los ataques del dragón inicialmente impiden que puedan desplegar correctamente su estrategia y mata a varios de sus hombres, cuando Quinn los asiste logran llevarlo a cabo y matar al dragón.
Los supervivientes disfrutan de una celebración en el castillo esa noche y Quinn cuenta a Alex como es que años atrás él y Creedy vagaban sin rumbo hasta que encontró a Jared siendo un niño y el único sobreviviente de un ataque por lo que adoptó y se instalaron en el castillo, donde fundaron el asentamiento. Van Zan y Alex le dicen a Quinn que todos los dragones que han encontrado eran hembras por lo que creen que solo hay un macho y si lo matan, ya no podrán reproducirse; por ello han estado buscándolo desde hace tiempo y ahora planea ir a las ruinas de Londres donde sospecha que puede estar su nido. Quinn reconoce que sabe sobre el dragón macho, ya que es el que mató a su madre, también confirma que anida en Londres, pero se niega a ayudarlos ya que explica que es mucho más grande y poderoso que el resto y cuando alguien invade su territorio no solo lo mata, después rastrea su aroma hasta el lugar de donde proviene y masacra a todos los habitantes del lugar lo que pondría en peligro a Northumberland.
Jared y Quinn discuten ya que el muchacho desea unirse a los Irregulares y volverse un cazador de dragones, cosa que Quinn no acepta. Van Zan por su parte ofrece a los lugareños enlistarse a su grupo para atacar Londres, pero al ver que hay pocos voluntarios ordena a sus soldados que se lleven por la fuerza a los hombres en buenas condiciones. Quinn intenta convencerlos de que solo van a morir y poner en peligro a la gente del castillo, pero no hacen caso por lo que ataca a Van Zan, pero este le da una paliza tras lo cual se marchan. Poco después Quinn descubre que Jared cambió de opinión y se quedó con él.
Fiel a las advertencias de Quinn, la caravana es descubierta y atacada por el macho a 66 millas (106 km) de Londres. El macho, que es tan grande como el mismo castillo, llega esa tarde a Northumberland, ataca el lugar, mata a la mayoría de los habitantes e incinera el edificio con sus llamas. Quinn lleva a los supervivientes a un búnker subterráneo donde logra ponerlos a salvo pero Creedy sacrifica su vida para asegurar las puertas desde fuera.
Van Zan y Alex, únicos sobrevivientes de la caravana, regresan y liberan a todos los atrapados en el búnker. El soldado se muestra abatido al comprender que nunca tuvo oportunidad contra el macho, pero Quinn, furioso por la muerte de su gente, lo amenaza y exige regresar con él y Alex a Londres para esperar al crepúsculo y emboscarlo durante su momento más vulnerable. Camino a Londres descubren que los dragones han empezado a practicar el canibalismo, lo que confirma la creencia de Quinn sobre la hambruna.
Van Zan planea atraer al macho y disparar explosivos dentro de su garganta con una ballesta, sin embargo, al fallar el primer disparo se sacrifica para llamar su atención y permitir a Quinn y Alex escapar mientras lo devora. Tras ser perseguidos por el dragón ambos logran atraerlo al nivel del suelo, donde Quinn dispara otro explosivo en la boca del dragón, matándolo.
Tiempo después, Quinn y Alex levantan una torre de radio en una colina con vistas al Mar del Norte. Sin alimento ni un macho con el que aparearse, el declive de los dragones se ha acelerado de forma impresionante y no ha habido avistamientos durante más de tres meses. Jared les anuncia que se han puesto en contacto con un grupo de supervivientes franceses que quieren hablar con su líder. Quinn señala a Jared como el nuevo líder ya que él desea dedicarse a la reconstrucción.

## Reparto
- Christian Bale - Quinn Abercromby
  - Ben Thorton - Quinn joven
- Matthew McConaughey - Denton Van Zan
- Izabella Scorupco - Alex Jensen
- Gerard Butler - Dave Creedy
- Scott Moutter - Jared Wilke
- David Kennedy - Eddie Stax
- Alexander Siddig - Ajay
- Ned Dennehy - Barlow
- Rory Keenan - Devon
- Terence Maynard - Gideon
- Alice Krige - Karen Abercromby

## Producción
Los actores Ethan Hawke, Ewan Mcgregor, Ryan Philipe y Paul Walker fueron candidatos para el papel protagonista del filme que finalmente interpretó Christian Bale. Una vez resuelto el casting, la película se filmó en Irlanda, en la Montañas de Wicklow, donde solo bajo la condición de no dañar el paisaje estaban autorizados a filmar allí.

## Recepción
Rotten Tomatoes le da un 40 % basado en 147 comentarios, y etiquetas que "una agradable película B si no usa su cerebro". Metacritic le da una valoración media de 39 (de 100) sobre la base de 30 comentarios de los críticos, con una valoración de 6,2 (sobre 10) de los usuarios.

## Premios y nominaciones
| Año  | Premio                     | Categoría                  | Candidato         | Resultado |
| ---- | -------------------------- | -------------------------- | ----------------- | --------- |
| 2002 | Premios Rondo              | Mejor película del género  | Rob Bowman        | Nominado  |
| 2002 | Festival de Cine de Sitges | Mejores efectos visuales   | Richard R. Hoover | Ganador   |
| 2002 | Festival de Cine de Sitges | Mejor película             | Rob Bowman        | Nominado  |
| 2003 | Premios Saturn             | Mejor película de fantasía | Reign of Fire     | Nominado  |

## Futuro
Durante una entrevista, Clint Morris le preguntó a Christian Bale, coprotagonista de la película, "¿Existe una posibilidad de secuela para Reign of Fire?", a lo que Bale respondió: "Posiblemente. Le dije a Scott Moutter, que interpreta a mi hijastro en la película, que está bien posicionado para protagonizar la secuela, ¡debido a la forma en que la película termina!".